# Antonia Johnson

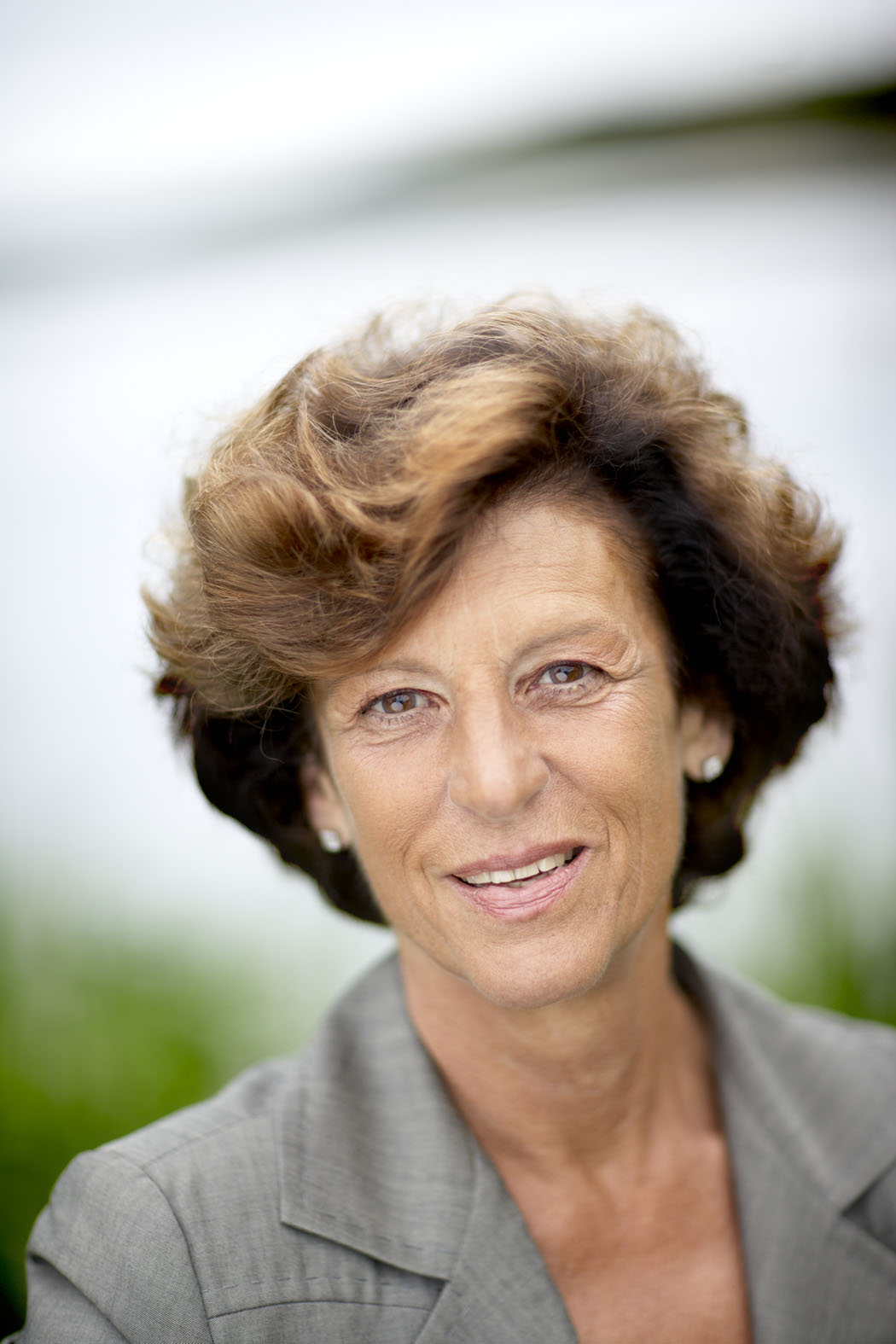
Antonia Ax:son Johnson (2006)

Antonia Margaret Ax:son Johnson, (Ax:son wird ausgesprochen als Axelsson) (* 6. September 1943 in New York) ist eine schwedische Unternehmerin.

## Leben
Antonia Johnson besuchte die französische Schule in Stockholm und studierte anschließend am Radcliffe College in den USA. 1971 machte sie einen Abschluss in Wirtschaftswissenschaften und Psychologie an der Universität Stockholm. Sie leitet das Unternehmen Axel Johnson AB, eine schwedische Investment-Gesellschaft. Nach Angaben des Forbes Magazine gehört Johnson zu den reichsten Schwedinnen. 2024 wurde sie mit dem Großkreuz des Wasaordens ausgezeichnet. Johnson betreibt ein Gestüt in Upplands Väsby und ist Vorsitzende der schwedischen Dressurreitervereinigung. Sie ist verheiratet mit Göran Ennerfelt (* 1940), einem ehemaligen Vorstandsvorsitzenden von Axel Johnson AB, hat vier Kinder und lebt in Stockholm.